# دهستان چوخورلینگ
دهستان چوخورلینگ (به لاتین: Choekhorling Gewog) یک دهستان در کشور بوتان است که در ناحیهٔ پماگاتشل واقع شده‌است.